# Peterhof (stad)
Peterhof, ook wel Petrodvorets en Petergof (Russisch: Петерго́ф) genoemd is een voorstad van Sint-Petersburg. Het stadje ligt ten zuidwesten van Sint-Petersburg en ligt aan de Nevabaai, het meest oostelijke deel van de Finse Golf. De stad van 82.000 inwoners is vooral bekend vanwege zijn uitgebreide paleizencomplex dat door de Russische tsaren is aangelegd.
De stad werd voor het eerst in de geschiedenis genoemd door tsaar Peter de Grote in 1705: hij merkte de gunstige ligging van deze plaats op voor de scheepvaart. Later besloot hij op deze plek een paleis te bouwen naar het voorbeeld van het Paleis van Versailles. Na dit paleis volgden er meer. In 1917 kwam er een einde aan de macht van de Russische tsaren en werd het paleizencomplex staatsbezit.
De stad liep veel schade op in de Tweede Wereldoorlog en werd daarom na de oorlog grotendeels herbouwd. Vandaag de dag trekt Peterhof veel toeristen aan vanwege de bekende tsarenpaleizen. Ook is het een veelbezochte badplaats.

## Geboren
- Paul Aleksandrovitsj van Rusland (1860–1919), grootvorst van Rusland, was het achtste en jongste kind van tsaar Alexander II van Rusland
- Mathilde Ksjesinska (1872-1971), balletdanseres
- Irina Aleksandrovna Romanova (1895-1970), prinses van Rusland
- al de kinderen van de Romanovs (1895 t/m 1904-1918)
- Aleksandra Danilova (1903-1997), balletdanseres